# Neshmet
| n · S | m&t | P3 |

| n · S | m&t | P3 |

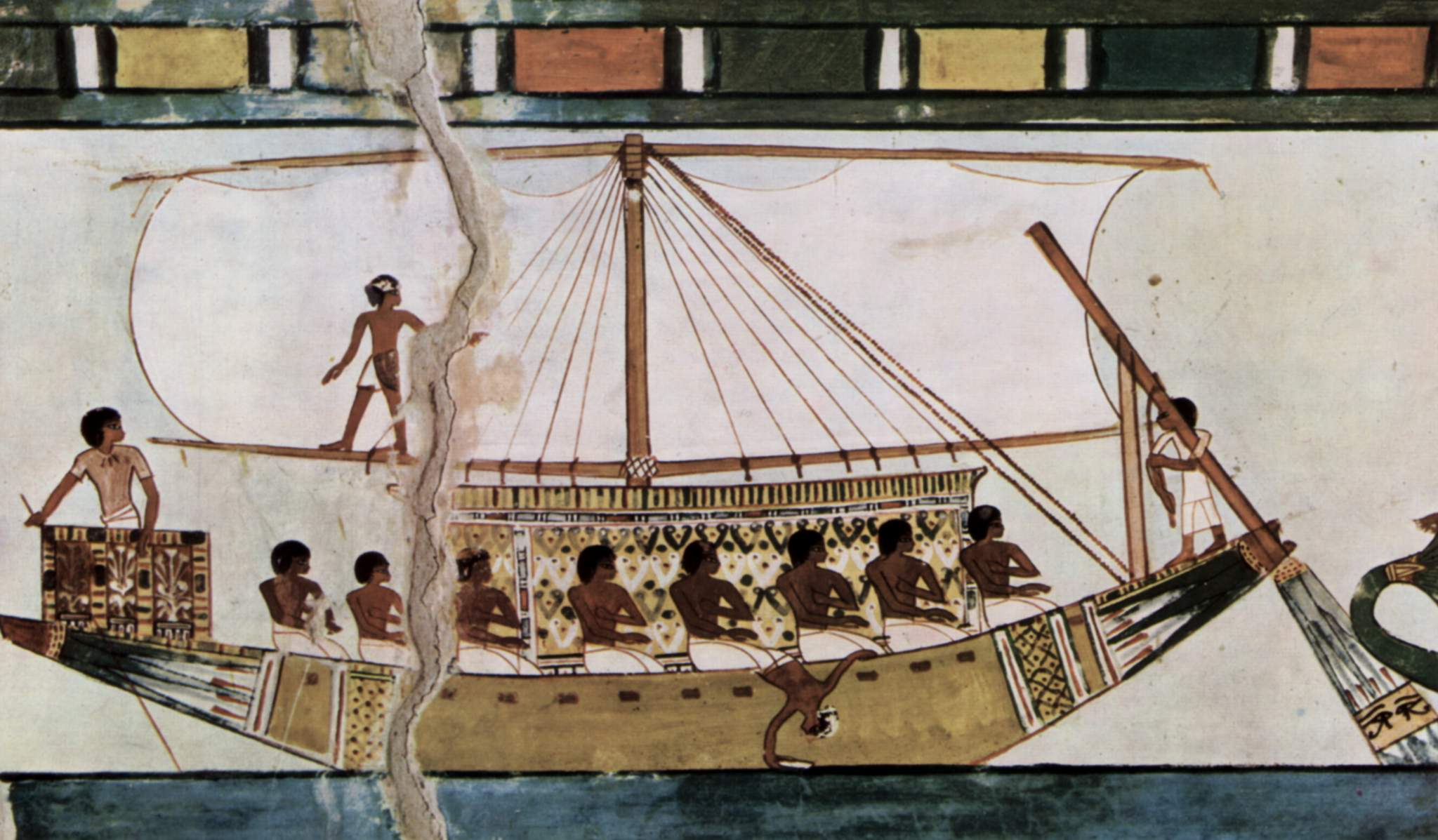
Procesión funeraria a Abidos con la barca que llevaría los cuerpos de Menna y su esposa. Tumba de Menna.

Neshmet o Neshme era el nombre de la barca sagrada de Osiris en Abidos durante el Antiguo Egipto.
La Neshmet era utilizada durante la fiesta de los Misterios de Osiris para ser transportada por el río Nilo, junto a la estatua del dios como Osiris vegetante, en solemne procesión que tenía lugar en el cuarto mes del año, llamado joiak. Era un símbolo del pasaje a la muerte.
Ya en el Imperio Medio, la barca sagrada que se utilizaba en el ámbito funerario era la representación de la Neshmet, con la que el difunto navegaba a Abidos para reunirse con el dios en ultratumba.
Existen inscripciones de Neshmet en los Textos de los sarcófagos.
"Que pueda abordar en paz en el bello Occidente.
 Que la montaña se le abra y que el desierto de Occidente le tienda la mano.
Que le sea dicho: Seas bienvenido en la paz por los grandes de Abidos.
Que le tomen de la mano en la Neshmet por los caminos de Occidente.
Y vaya en paz a Abidos, al lugar donde se encuentra Osiris."